# برهان تجربه دینی

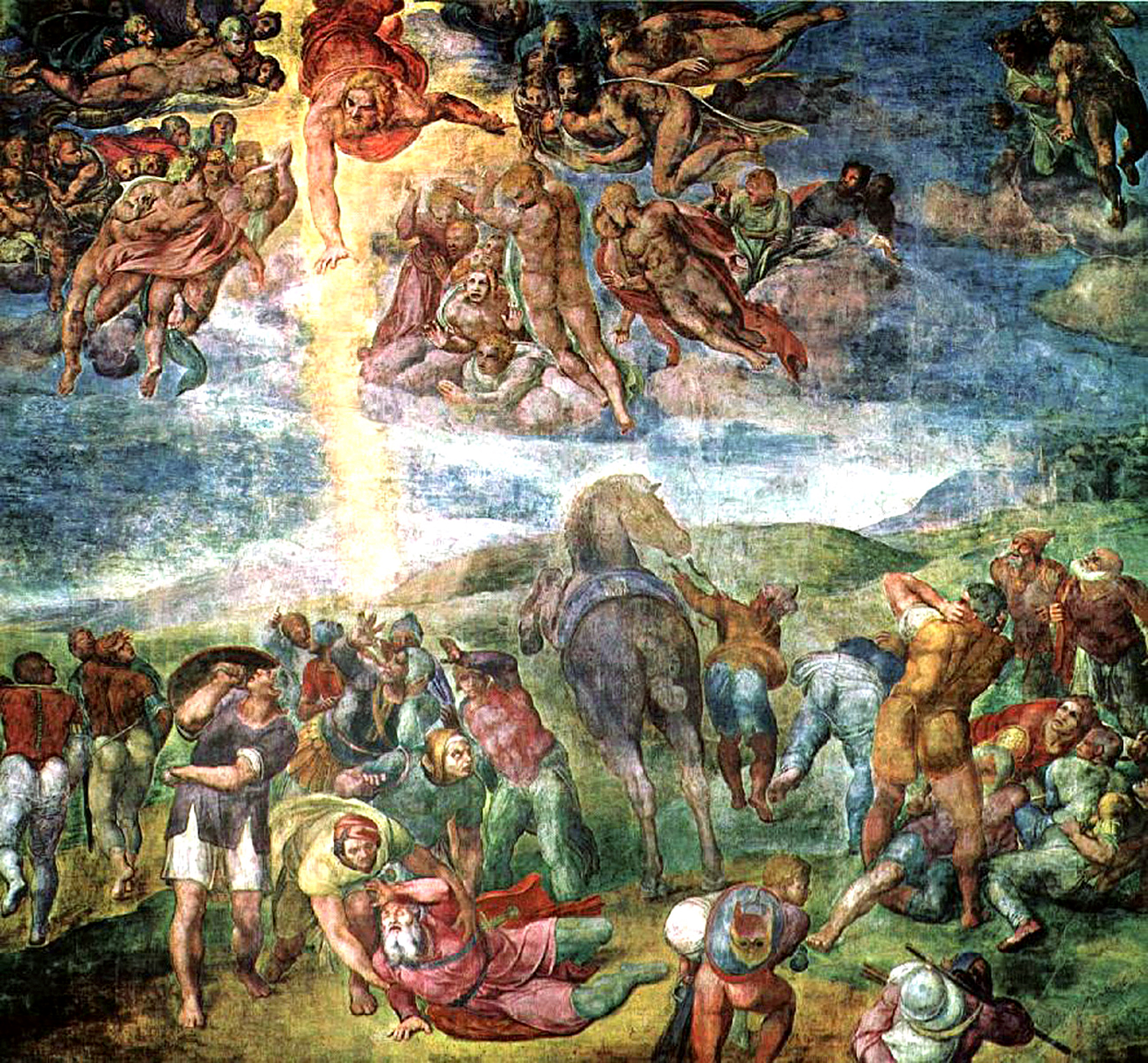
برهان تجربه دینی

برهان تجربه دینی، یکی از براهین اثبات وجود خداست مبتنی بر اینکه دارندهٔ تجربهٔ دینی گونه‌ای آگاهی  از واقعیتی عینی به دست می‌آورد.

## قائلان به برهان
ویلیام آلستون از کسانی است که دلایلی در دفاع از ارزش معرفت‌شناسانهٔ تجربه‌های دینی و اعتبار آن‌ها آورده است.
آلستون می‌گوید هیچ دلیل کافی‌ای برای اعتماد به گزارش‌های تجربی نمی‌توانیم عرضه کنیم مگر آنکه ابتدائاً اعتباری برای تجربه‌ها قائل باشیم و تنها اگر دلیل کافی‌ای علیه آن‌ها پیدا کردیم آن‌ها را بی‌اعتبار بشماریم. پس هر عمل شناختی را که به لحاظ اجتماعی تثبیت شده باید منبعی برای باورهای صادق تلقی کنیم، مگر آنکه دلایل کافی علیه قابل اعتماد بودن آن داشته باشیم. این «اعتبار اولیه» تنها بدیل شکاکیت تمام‌عیار است. بنابر این اصل او معتقد است در مورد تجربه‌های دینی و عرفانی نیز باید تجربه‌های دینی و عرفانی را، همانند تجربه‌های حسی، واجد اعتبار، دارای متعلَّق واقعی و بیانگر تجربه‌ای واقعی  از خداوند بدانیم مگر آنکه دلایل خوبی برای رد آن‌ها داشته باشیم.

آلستون به نقدهایی که بر معتبر شمردن تجربه‌های دینی وارد شده، پاسخ داده است. به نظر او،
- اینکه تجربه‌های دینی برای افراد محدودتری در اختیار است یا جزئیاتی کمتر از ادراکات حسی بیان می‌کند، نشان نمی‌هد که اعتبار آن‌ها کمتر است.[۳]
- اینکه این تجربه تکرار باورهای دینی افراد است با این نقد مواجه است که برخی به دلیل همین‌گونه تجربه‌ها باورهایشان را تغییر داده‌اند. به علاوه، استفاده از گنجینهٔ مفاهیم قبلی در ادراک‌های حسی نیز هست.[۴]
- اینکه با تمسک به روان‌کاوی و روان‌شناسی و ... می‌توان چنین تجربه‌هایی را به نحو طبیعت‌گرایانه تبیین کرد، اولاً با نقد ناکافی بودن این تبیین‌ها مواجه است. و ثانیاً آنچه در تجربه‌ها درک می‌شود همواره امور بلاواسطهٔ ادراک نیست، زیرا در ادراکات حسی نیز عامل مستقیم درک در مغز است اما شیء درک‌شده خارج از مغز و امری با واسطه است.[۵]
- نبود معیاری برای درستی یا نادرستی این گونه تجربه‌ها برای دیگران نیز به عقیدهٔ وی دلیل رد این تجربه‌ها نیست. زیرا با توجه به اینکه برخی دیگر از منابع کسب معرفت نیز فاقد چنین معیاری‌اند (مثل آگاهی ما از حالات درونی خودمان: شادی، سبکی) دلیلی ندارد که آنچه ویژگی تجربه‌های حسی است شرط لازم برای اعتبار دیگر تجربه‌ها باشد.[۶]
- و نهایتاً اینکه تجربه‌های دینی و عرفانی افراد مختلف گاه با هم تفاوت یا تعارض دارد، گرچه نقطه‌ای منفی است، چیزی است که درباب تجربه‌های حسی نیز رخ می‌دهد: ممکن است افراد صحنه‌ای واحد را ببینند اما گزارش‌هایی متفاوت از آن بدهند.[۷]

همچنین تیلور از نظریه پردازان آنگلوکاتولیک مسیحی، در قطعه حقانیت دین به صورت بندی این برهان پرداخت.

## مطالعه بیشتر
- جان پولکینگورن See e.g. his The faith of a scientist and Belief in an Age of Science
- Tom Wright who regards religious experience as one of the four main pointers to belief in God — see esp. his Simply Christian SPCK 2006, Ch 2 "The hidden spring"
- ریچارد داوکینز who in پندار خدا dismisses the Argument from religious experience, without formally stating it.
- ریچارد سوئین‌برن esp The Existence of God OUP 2nd Edition 2004 ISBN 0-19-927168-2 and Is there a God? OUP 1996 ISBN 0-19-823545-3
- ایان باربور Religion and Science SCM 1998 شابک ‎۰−۳۳۴−۰۲۷۲۱−۷
- ویلیام جیمز wrote the classic account of Varieties of Religious Experience
- Caroline Franks Davis discusses The Evidential Force of Religious Experience in her book of that name, OUP 2004 ISBN 0-19-825001-0.
- Kai-man Kwan "The Argument from Religious Experience" in The Blackwell Companion to Natural Theology